# Low (canção de Kelly Clarkson)
"Low" foi o terceiro single lançado pela cantora norte-americana Kelly Clarkson, incluído em seu álbum de estréia, Thankful. É uma canção destacada com um som mais rock do que as outras do álbum.

## Vídeoclipe
No videoclipe de "Low", Kelly está passeando de carro quando vê ilusões de pessoas. No final ela desliga o carro e derruba-o num morro. Em outra cena, ela está se apresentando a algumas pessoas.